# George I van Pommeren
George I (11 april 1493 – Stettin, 9 of 10 mei 1531) was een Pommerse hertog uit de Greifendynastie. Samen met zijn jongere broer Barnim IX regeerde hij van 1523 tot zijn dood in 1531 als hertog van Pommeren.

## Biografie
George I was de oudste zoon van hertog Bogislaw X de Grote en Anna van Polen. Hij werd waarschijnlijk vernoemd naar zijn oom George met de Baard, de hertog van Saksen. Om aansluiting te zoeken bij de rijksvorstenstand, waar de hertogen van Pommeren zelf geen deel van uitmaakten, liet Bogislaw X zijn zoon aan het Saksische hof opvoeden. Ook het huwelijk van George met Amalia, een dochter van keurvorst Filips van de Palts sloot aan bij de politiek van zijn vader. Bogislaw hoopte op steun van de rijksvorsten in zijn langdurige strijd met het Keurvorstendom Brandenburg over de status van Pommeren.
In 1523 overleed hertog Bogislaw X. Samen met zijn jongere broer Barnim IX volgde George zijn vader als hertog op. George nam het grootste gedeelte van de regeringsverantwoordelijkheden op zich. De belangrijkste politieke problemen tijdens zijn regering waren de verhouding met Brandenburg en de reformatie, die zich na 1517 vanuit Wittenberg over Duitsland verspreidde. 
Tijdens de eerste jaren van Georges regering leek een nieuwe gewapende strijd met Brandenburg onvermijdelijk, maar in 1529 sloten de twee landen na bemiddeling door een aantal rijksvorsten en de Pommerse kanselier Vivigentz von Eickstedt het Verdrag van Grimnitz. Hierin werd Pommeren definitief als rijksonmiddellijk vorstendom erkend, en de hertogen zouden hun leen direct van de keizer ontvangen, zij het in de aanwezigheid van Brandenburgse vertegenwoordigers. Als de Pommerse Greifendynastie in mannelijke lijn uit zou sterven, zou de erfenis aan de keurvorsten van Brandenburg vallen. Met Polen bereikte George overeenstemming over de nog uitstaande bruidsschat van zijn moeder. De koning van Polen droeg Lauenburg en Bütow als Poolse lenen over aan de hertogen van Pommeren, die deze gebieden eerst alleen in pand hadden gehad. 
In verschillende Pommerse steden, zoals Pyritz, Stolp, Stettin en Stralsund, waren na 1521 conflicten uitgebroken over de invoering van de Evangelish-Lutherse leer en de positie van de stadsraad tegenover de burgers. Het lutheranisme won aan invloed, maar George I bleef overtuigd katholiek. Op de Rijksdag van Spiers in 1529 sloot hij zich dan ook niet aan bij de vorsten die protesteerden tegen het officiële verbod van het lutheranisme. 
De relatie tussen George en zijn broer Barnim verslechterde ondertussen steeds meer. In 1530 drong Barnim voor het eerst officieel aan op een deling van Pommeren, wat George weigerde. Voordat de hertogen tot een oplossing waren gekomen, stierf George plotseling in de nacht van 9 op 10 mei 1531 op 38-jarige leeftijd. Hij werd opgevolgd door zijn enige overlevende zoon Filips I, die toen nog maar 16 jaar oud was. Een jaar later wist Barnim zijn neef over te halen om het hertogdom te verdelen. Barnim kreeg het oostelijke deel van het land met als hoofdstad Stettin, terwijl Filips het westelijke deel rond Wolgast kreeg.

## Huwelijken en kinderen
George I trouwde in 1513 met Amalia, een dochter van keurvorst Filips van de Palts. Het paar kreeg drie kinderen:
- Bogislaw XI (1514), jong gestorven
- Filips I (1515–1560), hertog van Pommeren-Wolgast van 1531 tot 1560
- Margaretha (1518-1569), gehuwd met Ernst van Brunswijk-Grubenhagen

Amalia van de Palts stierf in 1525. Op 23 januari 1530 hertrouwde George met Margaretha, een dochter van keurvorst Joachim I Nestor van Brandenburg. George en Margaretha kregen een dochter:
- Georgia (1531-1574), gehuwd met Stanislaus Latalski, graaf van Labischin